# Arnaldo Castillo
Arnaldo Castillo Benega (Ciudad del Este, Paraguay; 9 de mayo de 1997) es un futbolista paraguayo nacionalizado chileno que juega como delantero y actualmente se desempeña en O'Higgins de la Primera División de Chile.

## Trayectoria
Oriundo de Ciudad del Este, llegó con 17 años al fútbol formativo de la Universidad de Concepción de Chile.
En 2017 fue cedido a Naval y en 2018 a Arturo Fernández Vial. Luego juega dos temporadas en Iberia.
En 2021 fue anunciado como refuerzo de Deportes Puerto Montt de la Primera B chilena, donde realizó una gran campaña donde marcó 10 goles.
En diciembre de 2021, se anuncia su regreso a Universidad de Concepción. En diciembre de 2022, fue anunciado como refuerzo de O'Higgins de la Primera división chilena.
Debutó con el equipo de Rancagua el 6 de febrero de 2023, en la derrota 0-1 ante Huachipato. Su primera conquista con el "Capo de Provincia" llegó el 4 de marzo de 2023, anotando de cabeza y a los 90+6' el empate 2-2 definitivo ante Curicó Unido en El Teniente.

## Estadísticas

### Clubes
| Club                              | Div.       | Temporada  | Liga  | Liga  | Copas nacionales | Copas nacionales | Torneos internacionales | Torneos internacionales | Total | Total |
| Club                              | Div.       | Temporada  | Part. | Goles | Part.            | Goles            | Part.                   | Goles                   | Part. | Goles |
| --------------------------------- | ---------- | ---------- | ----- | ----- | ---------------- | ---------------- | ----------------------- | ----------------------- | ----- | ----- |
| Universidad de Concepción · Chile | 1.ª        | 2016-17    | 1     | 0     | —                | —                | —                       | —                       | 1     | 0     |
| Naval · Chile                     | 3.ª        | 2017       | 13    | 5     | —                | —                | —                       | —                       | 0     | 0     |
| Naval · Chile                     | Total club | Total club | 13    | 5     | 0                | 0                | 0                       | 0                       | 13    | 5     |
| Arturo Fernández Vial · Chile     | 3.ª        | 2018       | 22    | 9     | 2                | 0                | —                       | —                       | 24    | 9     |
| Arturo Fernández Vial · Chile     | Total club | Total club | 22    | 9     | 2                | 0                | 0                       | 0                       | 24    | 9     |
| Iberia · Chile                    | 3.ª        | 2019       | 22    | 9     | 1                | 0                | —                       | —                       | 23    | 9     |
| Iberia · Chile                    | 3.ª        | 2020       | 20    | 12    | —                | —                | —                       | —                       | 20    | 12    |
| Iberia · Chile                    | Total club | Total club | 42    | 21    | 1                | 0                | 0                       | 0                       | 43    | 21    |
| Deportes Puerto Montt · Chile     | 2.ª        | 2021       | 32    | 10    | 1                | 0                | —                       | —                       | 33    | 10    |
| Deportes Puerto Montt · Chile     | Total club | Total club | 32    | 10    | 1                | 0                | 0                       | 0                       | 33    | 10    |
| Universidad de Concepción · Chile | 2.ª        | 2022       | 25    | 11    | 1                | 3                | —                       | —                       | 26    | 14    |
| Universidad de Concepción · Chile | Total club | Total club | 25    | 11    | 1                | 3                | 0                       | 0                       | 26    | 14    |
| O'Higgins · Chile                 | 1.ª        | 2023       | 24    | 4     | 4                | 1                | —                       | —                       | 28    | 5     |
| O'Higgins · Chile                 | 1.ª        | 2024       | 20    | 2     | 0                | 0                | —                       | —                       | 20    | 2     |
| O'Higgins · Chile                 | Total club | Total club | 44    | 6     | 4                | 1                | 0                       | 0                       | 48    | 6     |
| Total                             | Total      | Total      | 179   | 62    | 9                | 4                | 0                       | 0                       | 188   | 66    |
| 1. 2.                             |            |            |       |       |                  |                  |                         |                         |       |       |